# Ряузов, Андрей Стефанович
Андрей Стефанович Ряузов (12 сентября 1926 — 15 апреля 2003) — механизатор колхоза им. Ильича Коротоякского (позже Острогожского) района (1950–1976), Герой Социалистического Труда (1966).

## Биография
Родился 12 сентября 1926 года в селе Дмитриевка Коротоякского района Воронежской области в крестьянской семье.
С 1950 по 1976 годы работал в колхозе имени Ильича Коротоякского (Острогожского) района механизатором.
В 1966 году за высокие показатели урожайности зерновых культур орденом Ленина и золотой медалью «Серп и Молот». Выписка из Указа:
«За успехи, достигнутые в увеличении производства и заготовок пшеницы, ржи, гречихи, риса, других зерновых и кормовых культур и высокопроизводительном использовании техники, присвоить звание Героя Социалистического Труда с вручением ордена Ленина и золотой медали „Серп и Молот“ по Воронежской области РЯУЗОВУ АНДРЕЮ СТЕФАНОВИЧУ — механизатору колхоза им. Ильича Острогожского района».
В 1976—1986 годах работал начальником Коротоякского пожарного депо.
Избирался депутатом местных Советов, членом Воронежского обкома КПСС, делегатом XXIV съезда КПСС в 1971 году.
Почетный гражданин Острогожского района с 2002 года.